# (1042) Amazone
(1042) Amazone ist ein Asteroid des Hauptgürtels, der am 22. April 1925 von dem deutschen Astronomen Karl Wilhelm Reinmuth an der Landessternwarte Heidelberg-Königstuhl der Universität Heidelberg entdeckt wurde.
Auf Vorschlag des Astronomen Gustav Stracke ist der Asteroid nach dem südamerikanischen Fluss Amazonas benannt.